# لانائو شمالی
لانائو شمالی یا لانائو دل نورته (Lanao del Norte) یکی از استان‌های کشور فیلیپین است. این استان در جنوب این کشور قرار گرفته‌است و بخشی از جزیره میندانائو به‌شمار می‌رود.
مرکز این استان شهر توبود است. جمعیت آن بیش از هشتصد و سی هزار نفر است. مساحت این استان سه هزار و نود کیلومتر مربع است.